# Signum (artiest)
Signum is een Nederlandse muziekact dat actief is in het maken van trancemuziek. Aanvankelijk was het een duo dat bestond uit Ron Hagen (1976) en Pascal Minnaard (1976). Het duo werd in 1998 bekend met de plaat What Ya Got 4 Me, die vooral in het Verenigd Koninkrijk goed deed.  Sinds 2007 is Signum een soloproject van Hagen.

## Geschiedenis
De uit Zoetermeer afkomstige Hagen begint als vroege tiener met muziek maken wanneer hij van zijn ouders een keyboard krijgt. Dit omdat hij onder de indruk is van een klasgenoot die er een heeft.  Via bladmuziek uit de lokale bibliotheek leert hij zichzelf muziek maken. Op de middelbare school komt hij Pascal Minnaard tegen. De twee ontmoeten elkaar als ze ruzie krijgen die leidt tot een vechtpartij. Maar als de twee samen strafcorvee moeten uitvoeren komen ze erachter dat ze beide een keyboard hebben. Vanaf dat moment werken ze samen en beginnen ze muziek te maken. In 1997 verschijnt het nummer Sub-Division van D-Factor als eerste single. Via plaatsgenoot Randy Katana, mede-eigenaar van BPM Dance, komen ze aan een platencontract. Daarna maken ze de ep What Ya Got 4 Me (1998) onder de naam Signum met daarop drie tracks. De naam Signum komt uit een autofolder waarin het prototype van de Opel Signum bekend wordt gemaakt. Minnaard had in 1997 al de single Adapter onder deze naam gemaakt, maar vanaf dat moment is Signum de belangrijkste naam van het duo. De twee blijven de naam D-Factor wel gebruiken om zo nu en dan hardtrance-singles uit te brengen. Het nummer What Ya Got 4 Me blijkt aan te slaan in het Verenigd Koninkrijk in de hardhouse-scene. Het label Tidy Trax brengt het nummer daar ook, en het groeit uit tot een hit. In 2001 wordt het nummer daar zelfs opnieuw een hit met een nieuwe versie. Het succes van What Ya Got 4 Me brengt ze ook veel remix opdrachten. Zo remixen ze 9 PM (Till I Come) van ATB en Better Off Alone van DJ Jurgen. Met hardhouse-producer Scott Mac, die door Randy Katana met hen in contact wordt gebracht, maken ze in 1999 de singles Coming On Strong en Just Do It. Coming On Strong wordt ook gebruikt op de soundtrack van de film Kevin & Perry Go Large (2000).
Na 2000 richten ze zich weer meer op trancemuziek. In de jaren die volgen blijven er singles verschijnen zoals First Strike (2001), Second Wave (2002) en The Timelord (2004). In 2002 werken ze ook samen met Randy Katana op de single Third Dimension. Ze blijven ook remixes maken. Een grote hit die ze remixen is Serenity van Armin van Buuren en Jan Vayne. In 2007 verhuist Minnaard naar Noorwegen vanwege zijn verloofde. Hagen blijft Signum daarna in zijn eentje voortzetten. In 2010 brengt hij met For You  zijn eerste album uit. De jaren daarna werkt hij ook enkele malen samen met Roger Shah en met zijn broer Vincent Alexander Hagen. Met Marco V maakt hij in 2017 Lost World Anthem 2017 voor het gelijknamige feest.

## Discografie

### Albums
- The Collection - Vol. 1 (2007) (compilatie)
- The Collection - Vol. 2 (2007) (compilatie)
- The Collection - Vol. 3 (2007) (compilatie)
- For You (2010)
- Remixed (2012) (compilatie)

- Bibliothèque nationale de France: cb14014314d (data)
- International Standard Name Identifier: 0000 0001 0789 4543
- MusicBrainz: ea3b707a-7616-487f-a7d7-81ac947fd146
- Virtual International Authority File: 130918455